# Ващенко, Никита Андреевич
Никита Андреевич Ващенко (11 марта 2001, Санкт-Петербург) — российский хоккеист, защитник.

## Биография
Воспитанник петербургского хоккея, начинал играть в «Спартаке», затем — за «Форвард». В сезонах 2014/15 — 2016/17 занимался в школе «Ак Барса». С сезона 2017/18 — в системе СКА. В связи с тем, что часть игроков основного состава СКА была отправлена на карантин из-за подозрения на COVID-19, 23 и 25 сентября 2020 года провёл два домашних матча в КХЛ — против «Сибири» (1:4) и «Ак Барса» (2:3, б.). 3 декабря 2022 года был обменян в «Сочи» на Никиту Зоркина. С сезона 2023/24 — в клубе ВХЛ «Рубин» Тюмень.
Серебряный призёр юниорского чемпионата мира 2019.